# Weidu
Der Stadtbezirk Weidu (chinesisch 魏都区, Pinyin Wèidū Qū) gehört zum Verwaltungsgebiet der bezirksfreien Stadt Xuchang im Zentrum der chinesischen Provinz Henan. Das Verwaltungsgebiet des Stadtbezirks hat eine Fläche von 90,13 km² und er zählt 520.400 Einwohner (Stand: Ende 2018). Er ist Zentrum und Sitz der Stadtregierung.

## Administrative Gliederung
Auf Gemeindeebene setzt sich der Stadtbezirk aus zwölf Straßenvierteln zusammen. 